# Női nyolcas evezés a 2004. évi nyári olimpiai játékokon
A 2004. évi nyári olimpiai játékokon az evezés női nyolcas versenyszámát augusztus 15. és augusztus 2. között rendezték a Szkíniasz evezős és kajak‑kenu központban. A versenyt a román hajó nyerte az amerikai és a holland egység előtt.

## Rekordok
A versenyen új rekord született (az első előfutamban):
| Olimpiai rekord | Egyesült Államok (USA) | 5:56,55 | Athén, Görögország | 2004. augusztus 15. |

## Eredmények
Az idők másodpercben értendők. A rövidítések jelentése a következő:
- QA: Az A-döntőbe jutás helyezés alapján

### Előfutamok
Két előfutamot rendeztek, három és négy résztvevővel. Az első helyezett automatikusan bejutott a döntőbe, a többiek a reményfutamba kerültek.
| Helyezés | Nemzet | Idő      | Mj       |
| 1. futam | 1. futam | 1. futam | 1. futam |
| -------- | --- | -------- | -------- |
| 1.       | Egyesült Államok (USA) · Katie Johnson, Sam Magee, Megan Dirkmaat, Alison Cox, Anna Mickelson-Cummins, Laurel Korholz, Caryn Davies, Lianne Nelson-Bennion, kormányos: Mary Whipple | 5:56,55  | QA       |
| 2.       | Románia (ROU) · Rodica Florea, Viorica Susanu, Aurica Bărăscu, Ioana Papuc, Liliana Gafencu, Elisabeta Oleniuc-Lipă, Georgeta Damian, Doina Ignat, Elena Georgescu                  | 5:56,77  |          |
| 3.       | Németország (GER) · Elke Hipler, Britta Holthaus, Maja Tucholke, Anja Pyritz, Susanne Schmidt, Nicole Zimmermann, Silke Günther, Lenka Wech, kormányos: Annina Ruppel               | 5:59,75  |          |
| 4.       | Ausztrália (AUS) · Sarah Outhwaite-Tait, Jodi Winter, Catriona Oliver-Sens, Monique Heinke, Julia Wilson, Sally Robbins, Vicky Roberts, Kyeema Doyle, kormányos: Katie Foulkes      | 6:02,77  |          |
| 2. futam | |          |          |
| 1.       | Hollandia (NED) · Froukje Wegman, Marlies Smulders, Nienke Hommes, Hurnet Dekkers, Annemarieke van Rumpt, Annemiek de Haan, Sarah Siegelaar, Helen Tanger, kormányos: Ester Workel  | 6:04,10  | QA       |
| 2.       | Kína (CHN) · Ju Fej, Luo Hsziu-hua, Cseng Ran, Jan Hsziao-hszia, Vu Ju, Jang Cuiping, Gao Janhua, Csin Civei, kormányos: Cseng Na                                                   | 6:06,20  |          |
| 3.       | Kanada (CAN) · Anna-Marie de Zwager, Pauline van Roessel, Jacqui Cook, Andréanne Morin, Roslyn McLeod, Karen Clark, Romina Stefancic, Sabrina Kolker, kormányos: Sarah Pape         | 6:12,40  |          |

### Reményfutam
Egy reményfutamot rendeztek, öt résztvevővel. Az első négy helyezett bejutott a döntőbe, az ötödik egység kiesett.
| Helyezés | Nemzet | Idő      | Mj |
| -------- | --- | -------- | -- |
| 1.       | Románia (ROU) · Rodica Florea, Viorica Susanu, Aurica Bărăscu, Ioana Papuc, Liliana Gafencu, Elisabeta Oleniuc-Lipă, Georgeta Damian, Doina Ignat, Elena Georgescu             | 06:03,99 | QA |
| 2.       | Németország (GER) · Elke Hipler, Britta Holthaus, Maja Tucholke, Anja Pyritz, Susanne Schmidt, Nicole Zimmermann, Silke Günther, Lenka Wech, kormányos: Annina Ruppel          | 06:06,86 | QA |
| 3.       | Ausztrália (AUS) · Sarah Outhwaite-Tait, Jodi Winter, Catriona Oliver-Sens, Monique Heinke, Julia Wilson, Sally Robbins, Vicky Roberts, Kyeema Doyle, kormányos: Katie Foulkes | 06:09,64 | QA |
| 4.       | Kína (CHN) · Ju Fej, Luo Hsziu-hua, Cseng Ran, Jan Hsziao-hszia, Vu Ju, Jang Cuiping, Gao Janhua, Csin Civei, kormányos: Cseng Na                                              | 06:09,87 | QA |
| 5.       | Kanada (CAN) · Anna-Marie de Zwager, Pauline van Roessel, Jacqui Cook, Andréanne Morin, Roslyn McLeod, Karen Clark, Romina Stefancic, Sabrina Kolker, kormányos: Sarah Pape    | 06:15,18 |    |

### Döntő
A döntőt hat résztvevővel rendezték, az előfutamok első helyezettjeivel, és a reményfutam első négy helyezettjével.
| Helyezés | Nemzet | Idő     |
| -------- | --- | ------- |
| Arany    | Románia (ROU) · Rodica Florea, Viorica Susanu, Aurica Bărăscu, Ioana Papuc, Liliana Gafencu, Elisabeta Oleniuc-Lipă, Georgeta Damian, Doina Ignat, [Elena Georgescu]                | 6:17,70 |
| Ezüst    | Egyesült Államok (USA) · Katie Johnson, Sam Magee, Megan Dirkmaat, Alison Cox, Anna Mickelson-Cummins, Laurel Korholz, Caryn Davies, Lianne Nelson-Bennion, kormányos: Mary Whipple | 6:19,56 |
| Bronz    | Hollandia (NED) · Froukje Wegman, Marlies Smulders, Nienke Hommes, Hurnet Dekkers, Annemarieke van Rumpt, Annemiek de Haan, Sarah Siegelaar, Helen Tanger, kormányos: Ester Workel  | 6:19,85 |
| 4.       | Kína (CHN) · Ju Fej, Luo Hsziu-hua, Cseng Ran, Jan Hsziao-hszia, Vu Ju, Jang Cuiping, Gao Janhua, Csin Civei, kormányos: Cseng Na                                                   | 6:21,71 |
| 5.       | Németország (GER) · Elke Hipler, Britta Holthaus, Maja Tucholke, Anja Pyritz, Susanne Schmidt, Nicole Zimmermann, Silke Günther, Lenka Wech, kormányos: Annina Ruppel               | 6:21,99 |
| 6.       | Ausztrália (AUS) · Sarah Outhwaite-Tait, Jodi Winter, Catriona Oliver-Sens, Monique Heinke, Julia Wilson, Sally Robbins, Vicky Roberts, Kyeema Doyle, kormányos: Katie Foulkes      | 6:31,65 |